# باول ماير (مجدف)
باول ماير هو مجدف سويسري، ولد في 23 يوليو 1922.

## وصلات خارجية
- باول ماير على موقع الاتحاد الدولي للتجديف (الإنجليزية)
- باول ماير على موقع اللجنة الأولمبية الدولية (الإنجليزية)
- باول ماير على موقع أوليمبيديا (الإنجليزية)